# 布托維奇夫卡
48°1′5″N 34°32′32″E / 48.01806°N 34.54222°E
布托維奇夫卡（烏克蘭語：Бутовичівка）是烏克蘭中部的村莊，隸屬第聶伯羅彼得羅夫斯克州的第聶伯羅區。該村分別距離維利內1.5公里和諾沃波克羅夫卡3公里，海拔高度88米，2001年人口116。